# 성산도서관
성산도서관은 경상남도 창원시 성산구 남산동 소재의 시립 도서관이다.

## 연혁
- 2010년 6월 18일 개관.

## 층별 구성
- 지하1층: 다문화자료실, 장애인자료실, 문화교실, 성산홀
- 1층: 어린이자료실, 사무실
- 2층: 디지털자료실, 전산실, 관장실 및 사무실, 자료정리실
- 3층: 종합자료실, 연속간행물실, 자율학습실

## 이용 시간
- 종합자료실, 연속 간행물실: 월~목요일 09:00 ~ 22:00 / 토/일/공휴일 09:00 ~ 18:00
- 유아·어린이자료실: 월~목요일/토/일/공휴일 09:00~18:00
- 자율학습실: 월~목요일/토/일/공휴일 08:00~23:00 / 금요일 08:00 ~ 22:00

## 휴관일
- 매주 금요일
- 1월 1일, 설 및 추석 연휴
- 임시휴관일(도서관 사정에 의해 관장이 지정한 날)